# Mengaka
Das Mengaka ist eine bantoide Sprache des Kamerun.
Es ist eine der elf Bamileke-Sprachen, welche zu den Graslandsprachen zählen.
Die zwei Hauptdialekte der Sprache sind Bagam und Bamendjing.